# ショウジョウヒワ
ショウジョウヒワ(Spinus cucullatus)は、鳥綱スズメ目アトリ科Spinus属に分類される鳥類。

## 分布
ガイアナ南西部、コロンビア（ノステ・デ・サンタンデル県）、ベネズエラ北部
2000年に、ガイアナ南西部のベネズエラとの国境周辺にも分布していることが報告された。

## 形態
全長10センチメートル。
オスの成鳥は頭部が黒、背中や肩羽が赤、腰がピンクがかった橙赤色、尾羽基部（上尾筒、下尾筒）が橙赤色。尾羽の色彩は黒い。雨覆は黒く、雨覆の外縁（羽縁）や風切羽は橙赤色。メスの成鳥は頭部や肩が灰色、胸部や腹部・腰は橙赤色。頭頂に黒い斑紋が入る。

## 分類
2012年に発表されたアトリ科93種のミトコンドリアDNA・核DNAの分子系統解析から、旧マヒワ属（ヒワ属）Carduelisは旧カナリア属Serinusなどを含む多系統群であるという解析結果が得られ、旧マヒワ属の単系統性は支持されなかった。そのため旧マヒワ属を細分化する説が提唱され、本種はそのうちマヒワなどが含まれるSpinus属に分類された。

## 生態
標高280 - 1,300メートルにある常緑樹林の林縁・乾燥した針葉樹林・低木林などに生息し、樹木が点在する草原や牧場でみられることもある。非繁殖期には家族群が集まった、大規模な群れを形成して生活していた。
草本およびその種子、花、果実などを食べる。
樹上に皿状の巣を作る。

## 人間との関係
カナリア類のオレンジ色の羽色を維持するため、属間交配させられることもあった。
農地開発による生息地の破壊、ペット用の乱獲により生息数は激減している。1975年のワシントン条約発効時から、ワシントン条約附属書Iに掲載されている。ベネズエラでは法的に保護の対象とされている。保護の啓蒙活動が行われたこともあるが、捕獲圧の増加につながってしまったという問題がある。トリニダード・トバゴにも人為的に移入された個体群がいたが、1960年以降は発見例がなく絶滅したとされる。1981年における生息数は600 - 800羽と推定されているが、同時期に年に1,000羽の捕獲例があるため過小評価と考えられている。
ワシントン条約附属書I記載種なので取引には厳しい流通規制があるが、飼育下繁殖個体や雑種はその対象外であるため、欧米では累代飼育された個体や、ゴシキヒワやカナリアとの雑種がペットとして多数流通している。ただし日本では雑種個体を除き、ほとんど見かけることはない。またアメリカではそれら飼育下繁殖個体を再野生化に用いる動きもある。

## 画像

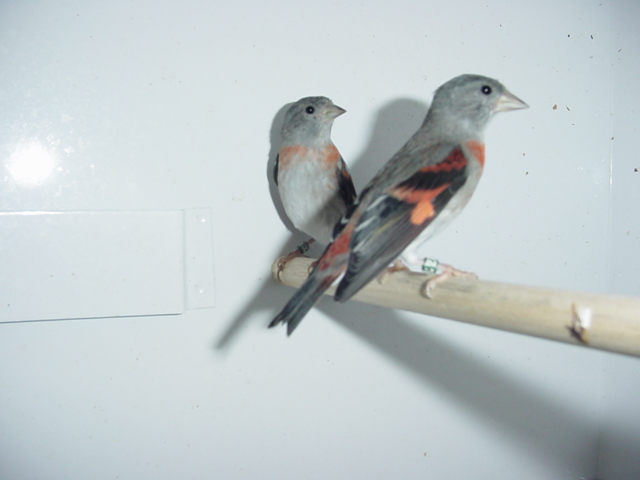
メス